# Jindřich Poledník
Jindřich Poledník (* 7. července 1937 Stonava) byl československý politik Komunistické strany Československa z českých zemí polské národnosti, mládežnický a sportovní funkcionář, předseda Ústředního výboru Socialistického svazu mládeže, později předseda ČSTV a Československého olympijského výboru, poslanec České národní rady a Sněmovny národů Federálního shromáždění za normalizace.

## Biografie
Původní profesí byl učitel. Dlouhodobě působil jako funkcionář státních mládežnických organizací. V letech 1967–1968 byl tajemníkem Ústředního výboru Československého svazu mládeže, v letech 1969–1970 místopředsedou Rady sdružení organizací dětí a mládeže České socialistické republiky. V období let 1970–1972 zastával post místopředsedy českého Ústředního výboru Socialistického svazu mládeže, přičemž v letech 1972–1974 potom byl předsedou českého ÚV SSM a místopředsedou federálního ÚV SSM. V letech 1974–1977 dosáhl postu předsedy celostátního ÚV SSM. V této funkci ho ale potvrdil II. sjezd SSM ještě v říjnu 1977. Od roku 1977 byl rovněž předsedou komise ÚV KSČ pro práci s mládeží a od roku 1974 členem předsednictva Ústředního výboru Národní fronty ČSSR. V roce 1977 mu byl udělen Řád práce.
XV. sjezd KSČ ho zvolil za člena Ústředního výboru KSČ. V této funkci ho potvrdil XVI. sjezd KSČ a XVII. sjezd KSČ. V období duben 1976 – listopad 1989 byl členem sekretariátu a od prosince 1977 do dubna 1988 navíc i tajemníkem ÚV KSČ.
Dlouhodobě zasedal v zákonodárných sborech. Ve volbách roku 1971 nastoupil do České národní rady. Ve volbách roku 1976 přešel do české části Sněmovny národů (volební obvod č. 75 – Vsetín, Severomoravský kraj). Mandát obhájil ve volbách roku 1981 (obvod Vsetín) a ve volbách roku 1986 (obvod Vsetín). Ve Federálním shromáždění setrval do ledna 1990, kdy rezignoval v rámci procesu kooptací do Federálního shromáždění po sametové revoluci.
V roce 1988 byl jmenován předsedou ČSTV a automaticky tím pádem i Československého olympijského výboru. Vedl československou delegaci na Letní olympijské hry 1988 a zahájil kroky k přípravě nových stanov ČSOV. Vystupoval proti používání dopingu ve vrcholovém sportu. Po odchodu z politiky po sametové revoluci se vrátil k profesi učitele.